# Backlash (2025)
Backlash 2025 року, також рекламоване як Backlash St. Louis — це шоу професійного реслінгу, організоване компанією WWE. Це ювілейний 20-й захід Backlash, котрий відбувся в суботу, 10 травня 2025 року (за місцевим часом), в Ентерпрайз-центрі в Сент-Луїсі, штат Міссурі. Подія транслювалась за принципом PPV та лайвстримінгом і участь в ній брали реслери брендів промоушену RAW та SmackDown. Концепція заходу — ехо шоу Реслманія 41.
Це був перший бій Джона Сіни на шоу Backlash з 2009 року, який водночас став останнім виступом в межах даної серії через завершення ним кар'єри професійного реслера наприкінці 2025 року.

## Сюжети
Подія включала в себе поєдинки, які стали результатом розвитку сценарних сюжетних ліній. Результати заздалегідь визначались сценаристами WWE на брендах RAW та SmackDown, а сюжетні лінії створені і розвивались на щотижневих телевізійних шоу WWE, Monday Night Raw та Friday Night SmackDown.
У першу ніч Реслманії 41 Джейкоб Фату переміг Ел Ей Найта і завоював титул чемпіона Сполучених Штатів, а у другу ніч, Дрю МакІнтайр переміг Деміана Пріста у бою за правилами вуличної бійки. У наступному епізоді SmackDown, під час святкування угрупованням Bloodline (Фату і Соло Сікоа), Найт перервав свято, заявивши, що він хоче реваншу. МакІнтайр втрутився наступним і, після знущань над Прістом, заявив, що він також хоче чемпіонський матч, а генеральний менеджер SmackDown Нік Алдіс призначив матч між Найтом і МакІнтайром пізніше того ж вечора, щоб визначити претендента номер один на чемпіонство Фату. Під час поєдинку Пріст напав на МакІнтайра, а Сікоа — на Найта, однак рефері помітив лише напад Пріста, присудивши МакІнтайру перемогу по дискваліфікації опонента. Після цього Фату позував стоячи над Найтом і Прістом. У наступному епізоді, Найт і Пріст зіткнулися один з одним у поєдинку, що закінчився без результату через втручання Сікоа. Після матчу Пріст і Найт побилися з Фату і Сікоа. Опісля Алдіс призначив тристоронній матч між Фату, Прістом і Найтом за титул чемпіона Сполучених Штатів на Backlash, однак після заяви Сікоа, що МакІнтайр повинен отримати чемпіонський матч через його перемогу по дискваліфікації, Алдіс призначив на Backlash уже чотиристоронній матч за титул чемпіона, в якому також братиме участь і Дрю.
Бейлі та Лайра Валькірія повинні були об'єднатися у команду для бою за титули Командних чемпіонок WWE під час другої ночі Реслманії 41. Однак Бейлі була атакована невідомим нападником перед початком шоу, тож Валькірія була змушена шукати собі нового партнера. Перед самим боєм, Беккі Лінч несподівано повернулася як таємнича напарниця Валькірії і вони виграли командні титули. Однак уже на понеділковому RAW, в матчі-реванші Лінч та Лайра втратили чемпіонство, при чому саме Валькірія була утримана. Уже після бою Лінч побила Лайру, ставши лиходійкою вперше з 2022 року. Наступного тижня Лінч розповіла, що це вона напала на Бейлі, а також заявила, що атакувала Валькірію через її дружбу з Бейлі, з якою Лінч мала численні проблеми в останні роки. Валькірія перервала її і викликала Лінч на бій тієї ж ночі, однак Лінч відмовилася. Тоді Валькірія вирішила захистити свій титул Інтерконтинентальної чемпіонки у двобої з Лінч на Backlash, на що Беккі погодилась.
В ефірі RAW після Реслманії 41, уже екс-чемпіон Гюнтер вийшов і посперечався з коментаторами Майклом Коулом і Петом МакАфі, оскільки відчув неповагу з їхнього боку після своєї поразки на Реслманії. Гюнтер напав на Коула, що призвело до спроби з боку МакАфі захистити колегу, проте Гюнтер здолав МакАфі і придушив його. Згодом Гюнтер був оштрафований і відсторонений генеральним менеджером RAW Адамом Пірсом. Наступного тижня МакАфі хотів битися з Гюнтером і попросив генерального менеджера SmackDown Ніка Алдіса, який підміняв Пірса в той вечір, зняти відсторонення Гюнтера. Алдіс відмовився і натомість запропонував матч між ними на Backlash, на що МакАфі погодився.
Під час другої ночі Реслманії 41, представник Судного Дня «Брудний» Домінік Містеріо здобув титул Інтерконтинентального чемпіона WWE у чотиристоронньому бою, в якому також брали участь Пента та колега Домініка по угрупованню Фінн Балор й саме останнього Містеріо і утримав для перемоги. Опісля, у епізоді RAW, Домінік успішно захистив титул від Пенти, завдяки втручанню Джей Ді Макдони, що повернувся після травми. У наступному епізоді щотижневика, Пента втрутився у командний бій, в якому брали участь Балор та МакДона і це коштувало останнім перемоги. Тижнем потому, Пента переміг у матчі МакДону, не дивлячись на втручання Балора та Карліто. Того ж вечора був анонсований бій Домініка Містеріо та Пенти за Інтерконтинентальний титул першого на шоу Backlash.
У головній події 2-ої ночі Реслманії 41 Джон Сіна здобув титул Беззаперечного чемпіона WWE, ставши рекордним 17-разовим світовим чемпіоном WWE. На наступному RAW Сіна зловтішався з приводу своєї перемоги, але Ренді Ортон атакував його коронним RKO. На SmackDown, у п'ятницю того ж тижня, коли Сіна збирався виголосити ще одне промо, його перервав Ортон, спробувавши напоумити тепер уже лиходія Сіну (починаючи з березневого Elimination Chamber: Toronto). Після обміну словами, Ортон викликав Сіну на матч за його титул того ж вечора, але Сіна відмовився, заявивши, що матч повинен відбутися в рідному місті Ортона, Сент-Луїсі, на Backlash. Згодом матч оголосили офіційним і він заявлений як «Востаннє».

## Матчі
| №                                                    | Результати                                                                                  | Умови                                                             | Час   |
| ---------------------------------------------------- | ------------------------------------------------------------------------------------------- | ----------------------------------------------------------------- | ----- |
| 1                                                    | Джейкоб Фату (c) переміг Деміана Пріста, Дрю МакІнтайра та Ел Ей Найта утриманням опонента. | Чотиристоронній матч за Чемпіонство Сполучених Штатів WWE         | 17:55 |
| 2                                                    | Лайра Валькірія (c) перемогла Беккі Лінч утриманням опонентки.                              | Одиночний матч за Інтерконтинентальне чемпіонство WWE серед жінок | 18:45 |
| 3                                                    | Домінік Містеріо (c) переміг Пенту утриманням опонента.                                     | Одиночний матч за Інтерконтинентальне чемпіонство WWE             | 9:20  |
| 4                                                    | Гюнтер переміг Пета МакАфі технічним підкоренням опонента.                                  | Одиночний матч                                                    | 14:00 |
| 5                                                    | Джон Сіна (c) переміг Ренді Ортона утриманням опонента.                                     | Одиночний матч за Беззаперечне чемпіонство WWE                    | 27:50 |
| \| (c) \| – чемпіон(-и) на момент старту поєдинку \| |                                                                                             |                                                                   |       |
| (c)                                                  | – чемпіон(-и) на момент старту поєдинку                                                     |                                                                   |       |